# Мизерас, Вайдас
Вайдас Мизерас (лит. Vaidas Mizeras; род. 9 августа 1973, Каунас) — литовский гребец-байдарочник, выступавший за национальную сборную Литвы по гребле на байдарках и каноэ в 1994—2000 годах. Многократный победитель и призёр регат национального значения, участник двух летних Олимпийских игр.

## Биография
Вайдас Мизерас родился 9 августа 1973 года в Каунасе, Литовская ССР.
Заниматься греблей на байдарке начал в 1986 году, первое время проходил подготовку под руководством тренера В. Щюика, позже был подопечным Я. Гедминаса. Окончил Литовскую академию физического воспитания.
Впервые заявил о себе в гребле в 1989 году, став чемпионом СССР среди юниоров в двойках на дистанции 1000 метров. Впоследствии неоднократно побеждал на чемпионатах Литвы и Балтии в различных гребных дисциплинах.
В 1994 году вошёл в основной состав литовской национальной сборной и выступил на чемпионате мира в Мехико, где в зачёте байдарок-двоек занял 15 место на дистанциях 200 и 1000 метров, показал 11 результат на дистанции 500 метров.
В 1995 году стартовал на мировом первенстве в Дуйсбурге, став девятым в двойках на тысяче метрах.
Благодаря череде удачных выступлений удостоился права защищать честь страны на летних Олимпийских играх 1996 года в Атланте. Вместе с напарником Видасом Купчинскасом соревновался в двойках на дистанциях 500 и 1000 метров, однако в обоих случаях остановился уже на стадиях полуфиналов.
После атлантской Олимпиады Мизерас остался в составе гребной команды Литвы на ещё один олимпийский цикл и продолжил принимать участие в крупнейших международных регатах. Так, в 1997 году он отметился выступлениями на чемпионате Европы в Пловдиве и на чемпионате мира в Дартмуте.
В 1998 году на мировом первенстве в Сегеде занял 16 место на дистанции 200 метров, 17 место на дистанции 500 метров, 23 место на дистанции 1000 метров.
В 1999 году принимал участие в чемпионате Европы в Загребе и в чемпионате мира в Милане.
На европейском первенстве 2000 года в Познани был восьмым на пятистах метрах и семнадцатым на тысяче метрах. Находясь в числе лидеров литовской национальной сборной, благополучно прошёл отбор на Олимпийские игры в Сиднее — на сей раз стартовал исключительно в дисциплине K-1 1000, но вновь не преодолел стадию полуфиналов.
Завершив карьеру профессионального спортсмена, в 2001 году переехал на постоянное жительство в США.